# Liste der Biografien/Duh
Liste der Biografien |
Portal Biografien |
Personensuche
# |
A |
B |
C |
D |
E |
F |
G |
H |
I |
J |
K |
L |
M |
N |
O |
P |
Q |
R |
S |
T |
U |
V |
W |
X |
Y |
Z |
?
 
Da |
Db |
Dc |
Dd |
De |
Dg |
Dh |
Di |
Dj |
Dk |
Dl |
Dm |
Dn |
Do |
Dq |
Dr |
Ds |
Du |
Dv |
Dw |
Dy |
Dz
 
Dua |
Dub |
Duc |
Dud |
Due |
Duf |
Dug |
Duh |
Dui |
Duj |
Duk |
Dul |
Dum |
Dun |
Duo |
Dup |
Duq |
Dur |
Dus |
Dut |
Duu |
Duv |
Duw |
Dux |
Duy |
Duz
Die Liste der Biografien führt alle Personen auf, die in der deutschsprachigen Wikipedia einen Artikel haben. Dieses ist eine Teilliste mit 84 Einträgen von Personen, deren Namen mit den Buchstaben „Duh“ beginnt.

## Duh
- Düh, Karl (1902–1975), österreichischer Politiker (SPÖ), Landtagsabgeordneter im Burgenland

### Duha
- Duhaime, Bernard, kanadischer Rechtswissenschaftler und Menschenrechtsexperte
- Duhaime, Greg (1953–1992), kanadischer Leichtathlet
- Duhalde, Alfredo (1898–1985), chilenischer Interims-Präsident
- Duhalde, Eduardo (* 1941), argentinischer PolitikerEduardo Duhalde (* 1941)

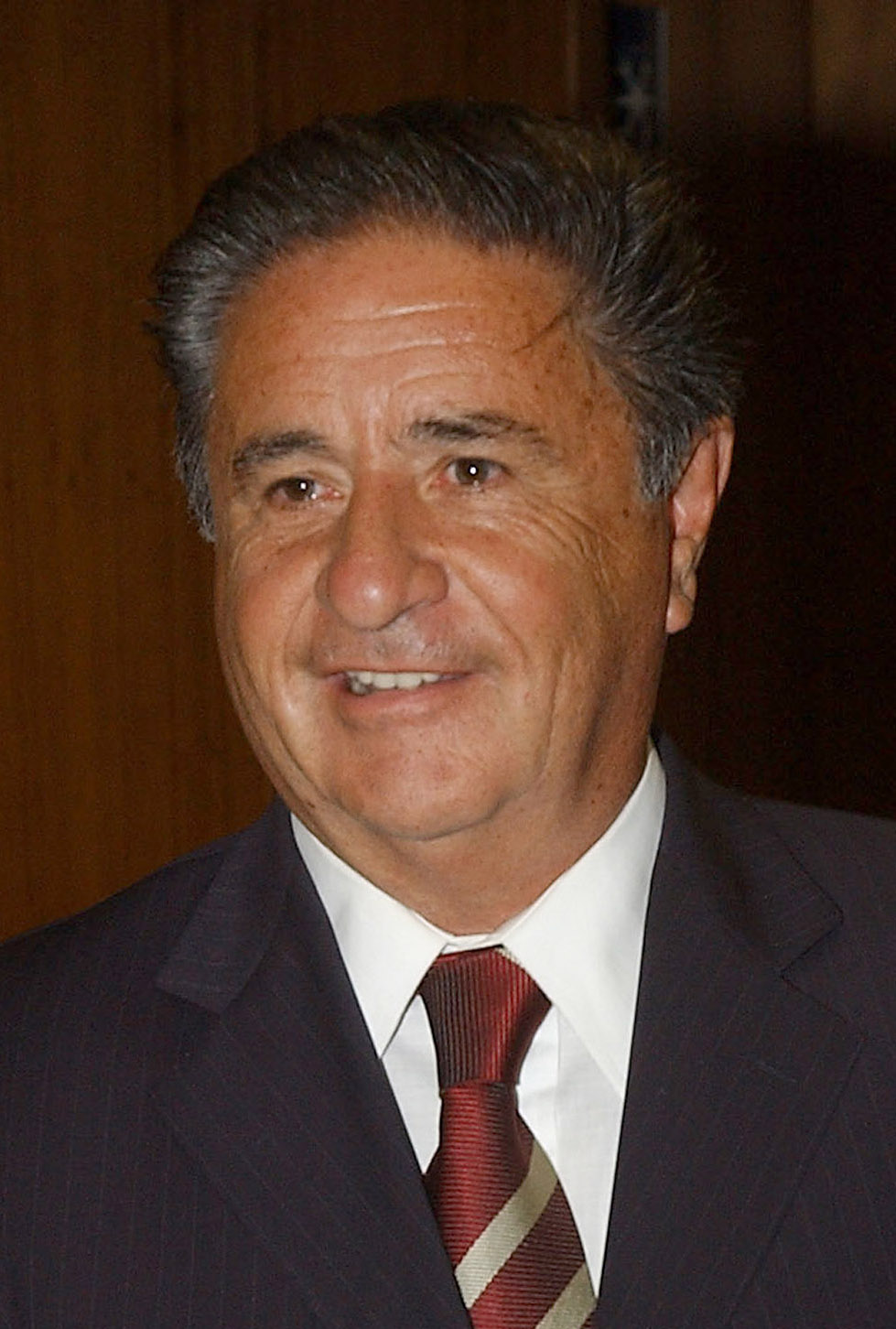
Eduardo Duhalde (* 1941)

- Duhalde, Margot (1920–2018), chilenische Pilotin und Fluglotsin
- Duhamel du Monceau, Henri Louis (1700–1782), französischer Botaniker und Ingenieur
- Duhamel, Antoine (1925–2014), französischer Komponist
- Duhamel, Benjamin (* 1995), französischer politischer Journalist
- Duhamel, Claire (1925–2014), französische Schauspielerin
- Duhamel, Elsa (* 1988), französische Animationsfilmerin
- Duhamel, Émile, französischer Turner
- Duhamel, Georges (1884–1966), französischer Schriftsteller und Dichter
- Duhamel, Jacques (1924–1977), französischer Politiker, Mitglied der Nationalversammlung
- Duhamel, Jean Baptiste (1767–1847), französischer Ingenieur, Professor für Bergbau, Direktor der Berghochschule in Geislautern
- Duhamel, Jean Marie Constant (1797–1872), französischer Mathematiker und Physiker
- Duhamel, Jean-Baptiste Louis François Boulanger (* 1732), französischer Kavallerie- und Dragoner-Hauptmann
- Duhamel, Jonathan (* 1987), kanadischer Pokerspieler
- Duhamel, Josh (* 1972), US-amerikanischer Schauspieler und ModelJosh Duhamel (* 1972)

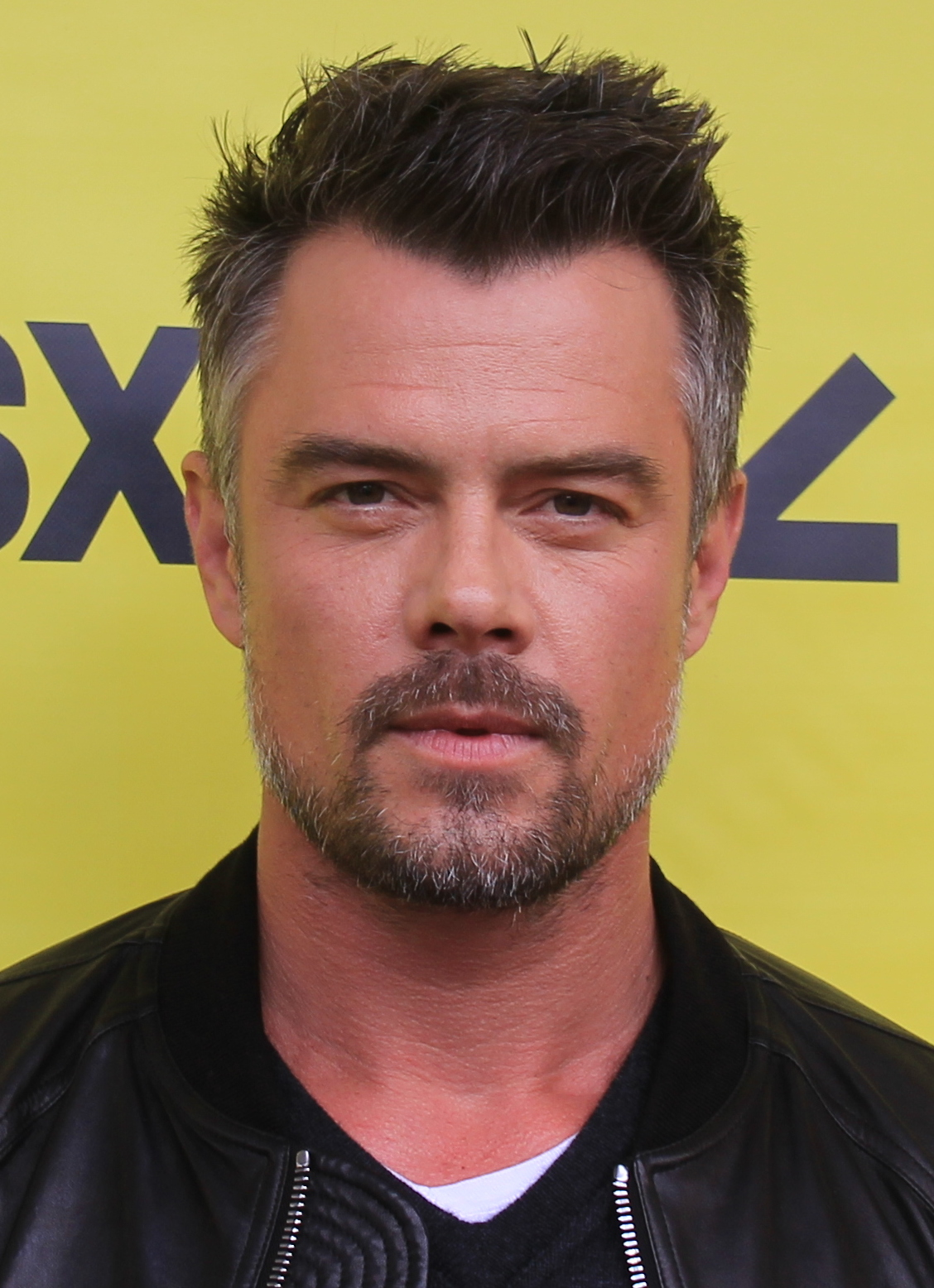
Josh Duhamel (* 1972)

- Duhamel, Laurent (* 1968), französischer Fußballschiedsrichter
- Duhamel, Marcel (1900–1977), französischer Schauspieler und Autor
- Duhamel, Mathieu (* 1984), französischer Fußballspieler
- Duhamel, Meagan (* 1985), kanadische Eiskunstläuferin
- Duhamel, Olivier (* 1950), französischer Jurist, Hochschullehrer und Politiker
- Duhamel, René (1935–2007), französischer Ruderer
- Duhamel, Roland (* 1943), belgischer Literaturwissenschaftler, Kulturphilosoph und Hochschullehrer
- Duhamel, Sarah (1873–1926), französische Schauspielerin
- Duhamelle, Christophe (* 1966), französischer Historiker
- Duhami, Ramzy al- (* 1972), saudischer Reiter
- Duhan de Jandun, Jacques Égide (1685–1746), Erzieher Friedrichs des Großen, braunschweigischer Bibliothekar in Blankenburg und preußischer Legationsrat in Berlin
- Duhan, Anton (1882–1958), österreichischer Richter und deutscher Reichsanwalt
- Duhan, Hans (1890–1971), österreichischer Opernsänger (Bariton)
- Duhaney, Dahlia (* 1970), jamaikanische Leichtathletin
- Duhar Nagpo, chinesischer Gelehrter
- Duhart, Simone (1915–1984), französische Schauspielerin
- Duhau, Luis Antonio (1887–1963), argentinischer Agrarwissenschaftler und Politiker
- Duhaupas, Johann (* 1981), französischer Boxer
- Duhayindavyi, Gaël (* 1990), burundischer Fußballspieler

### Duhe
- Duhé, Elley (* 1992), US-amerikanische Sängerin
- Duhé, Lawrence (1887–1960), US-amerikanischer Jazzmusiker
- Duhem, Henri (1860–1941), französischer Landschaftsmaler
- Duhem, Pierre (1861–1916), französischer Physiker
- Duhesme, Guillaume Philibert (1766–1815), französischer Divisionsgeneral

### Duhi
- Duhinez, Ihor (* 1956), sowjetisch-ukrainischer Diskuswerfer

### Duhl
- Dühlmeier, Wilhelm (1888–1946), deutscher Landwirt und Politiker (DVP), MdL

### Duhm
- Duhm, Andreas (1883–1975), deutscher Theologe, Hochschullehrer, Nationalsozialist
- Duhm, Bernhard (1847–1928), deutscher protestantischer Theologe und Alttestamentler
- Duhm, Dieter (* 1942), deutscher Psychologe und GesellschaftskritikerDieter Duhm (* 1942)

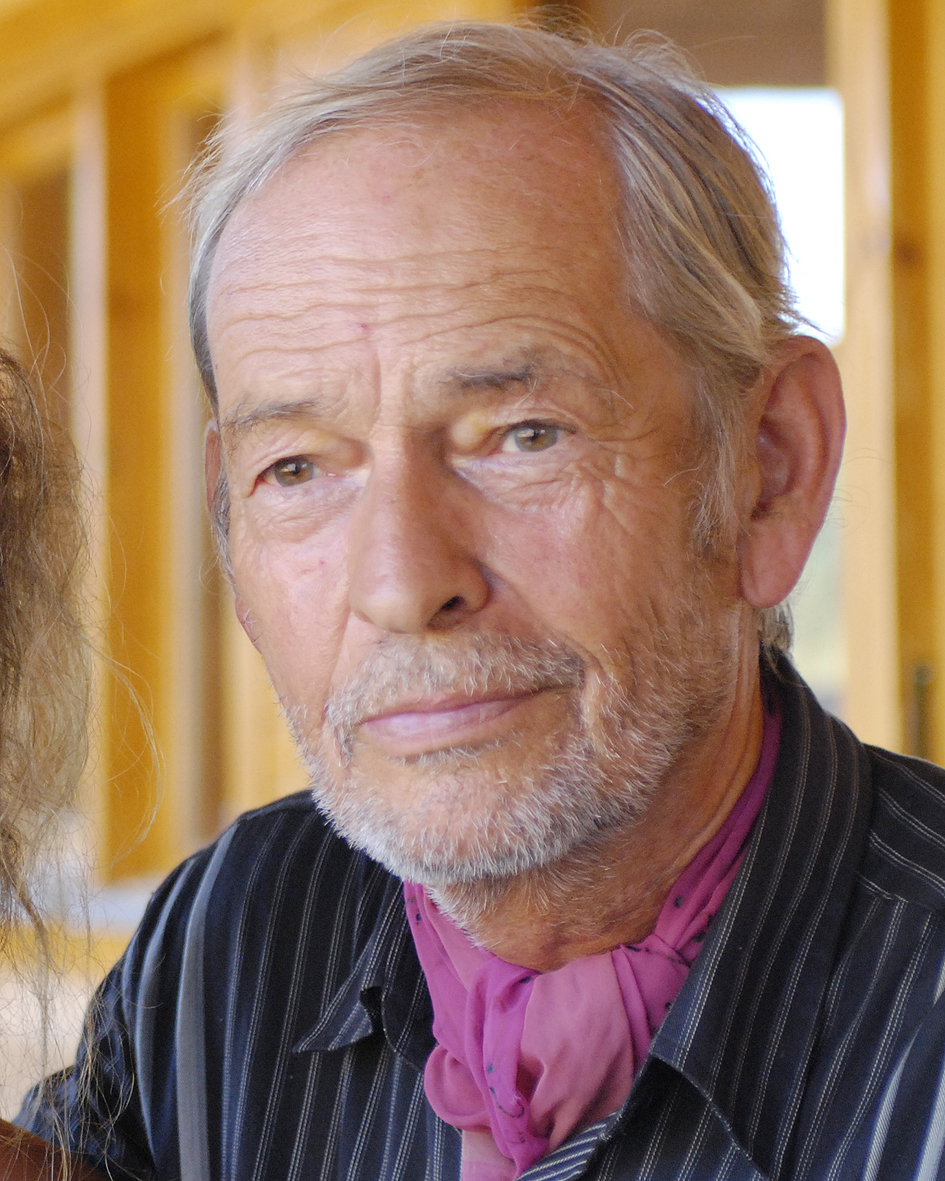
Dieter Duhm (* 1942)

- Duhm, Erna (1923–2017), deutsche Psychologin und Hochschullehrerin
- Duhme, Heinrich (1894–1944), deutscher Eisenbahner und Opfer der NS-Kriegsjustiz
- Duhmer, Wilhelm (1884–1964), deutscher Politiker

### Duhn
- Duhn, Carl Alexander von (1815–1904), deutscher Instanzrichter und Kommunalpolitiker
- Duhn, Friedrich von (1851–1930), deutscher Klassischer Archäologe
- Duhn, Johann Hermann von (1772–1837), Kaufmann und Ratsherr der Hansestadt Lübeck
- Duhne, Franz (1880–1945), deutscher Mittelstrecken- und Hindernisläufer
- Duhnke, Manuel (* 1987), deutscher Fußballspieler
- Duhnke, Marius (* 1993), deutscher Fußballspieler
- Duhnsen, Heinrich Christoph (1868–1951), deutscher Schneidermeister und Politiker

### Duho
- Ðuho, Veselin (* 1960), jugoslawischer Wasserballspieler
- Duhon, Chris (* 1982), US-amerikanischer Basketballspieler
- Duhon, Hector (1915–2000), US-amerikanischer Fiddlespieler
- Duhoux, Yves (* 1942), belgischer Altphilologe und Mykenologe
- Duhovich, Tanja (* 1982), österreichische Schönheitskönigin, Miss Austria 2003Tanja Duhovich (* 1982)

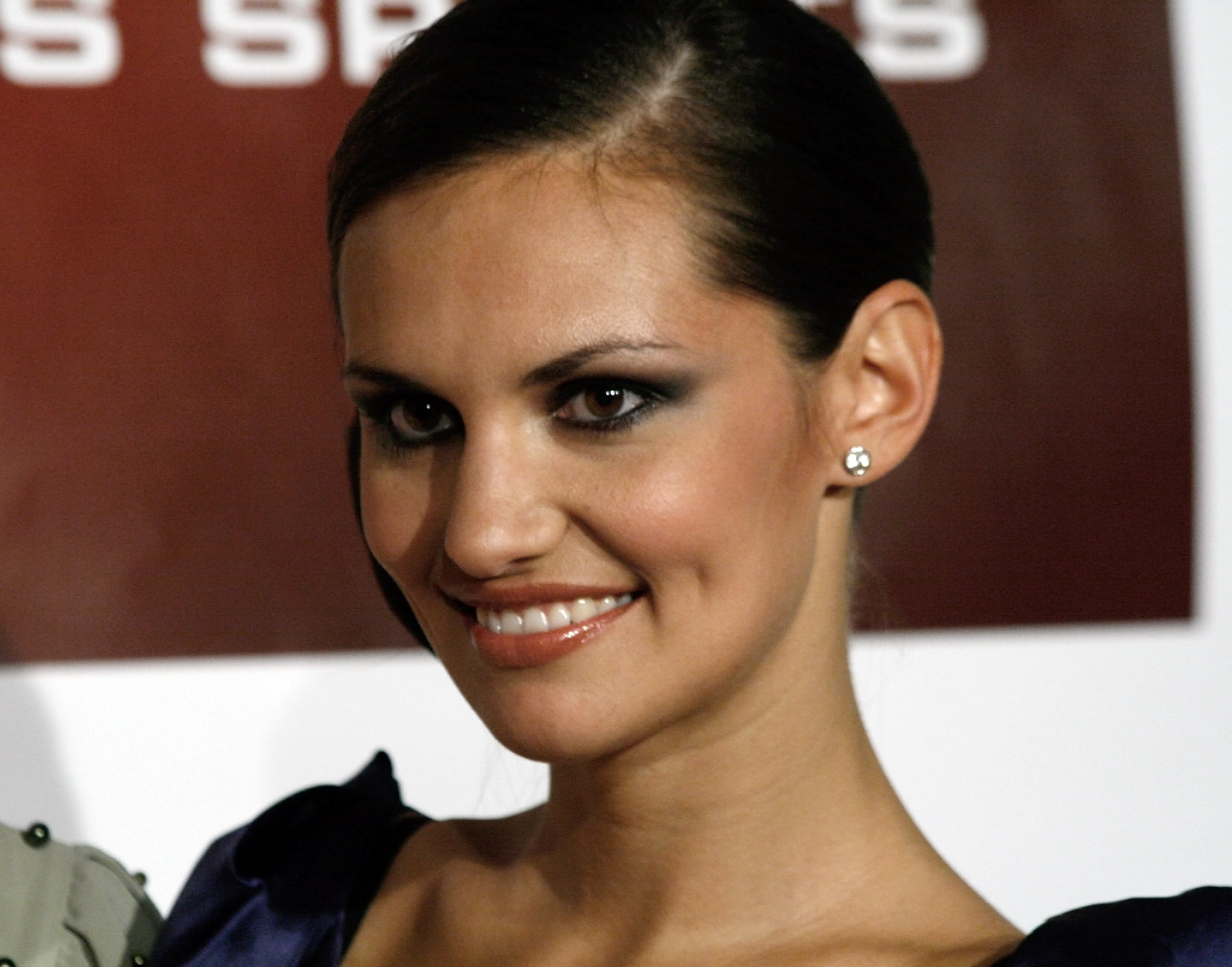
Tanja Duhovich (* 1982)

### Duhr
- Dühr, August (1806–1896), deutscher Philologe und Gymnasialprofessor
- Duhr, Bernhard (1852–1930), deutscher Jesuit, Theologe und Historiker
- Duhr, Corinna (* 1958), deutsche Schauspielerin
- Duhr, Peter (1903–1984), deutscher Schriftsteller
- Dühring, Eugen (1833–1921), deutscher Philosoph, Nationalökonom und antisemitischer AutorEugen Dühring (1833–1921)

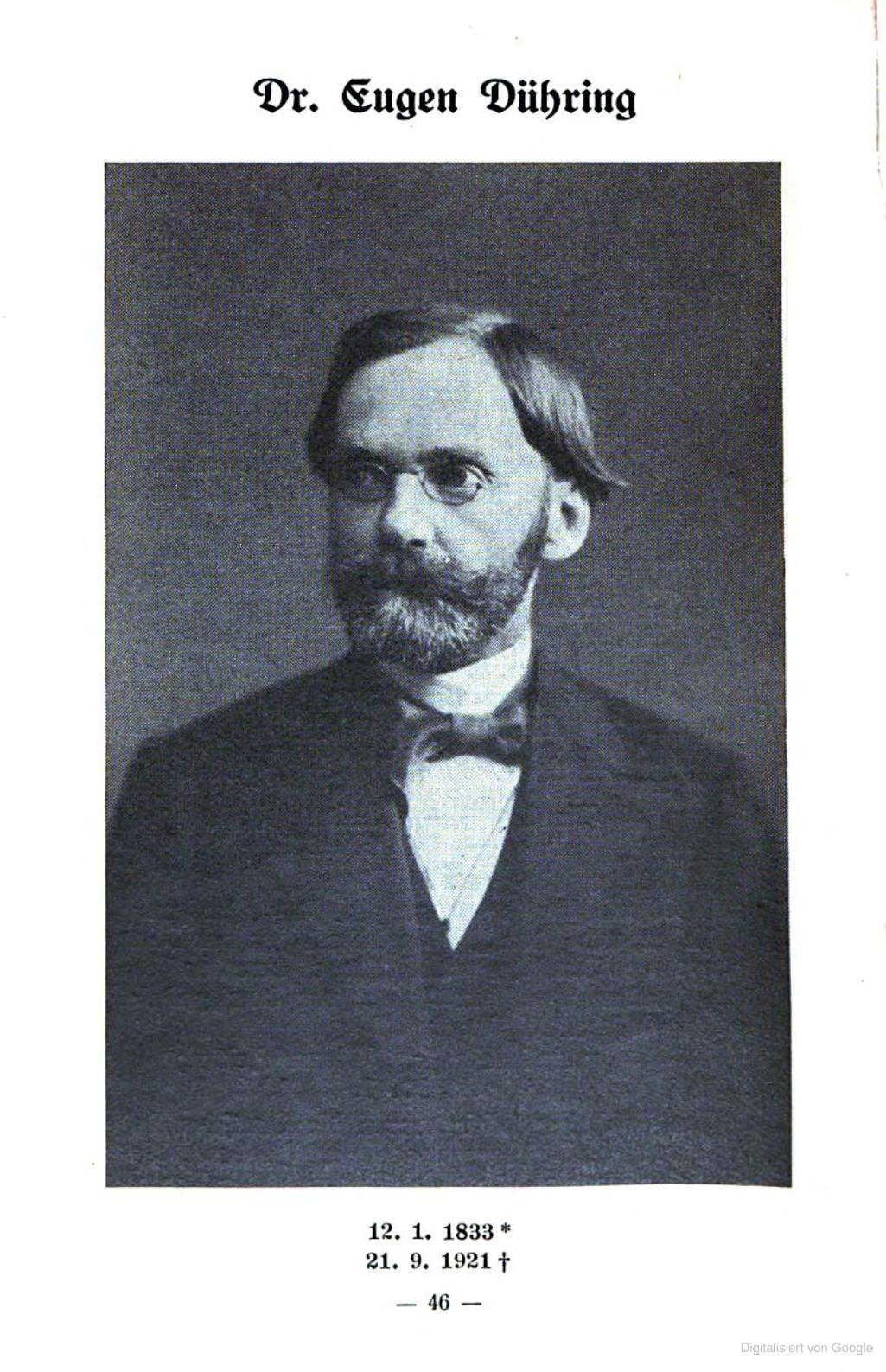
Eugen Dühring (1833–1921)

- Dühring, Friedrich Karl (* 1880), deutscher Kolonialoffizier und Kaiserlicher Resident in Adamaua
- Dühring, Fritz (1883–1954), deutscher Pädagoge und Physiker
- Dühring, Hans (1880–1971), deutscher Pfarrer
- Dühring, Horst (1930–2006), deutscher Architektur-Modellbauer
- Dühring, Niclas (* 2004), deutscher Fußballspieler
- Dühring, Robert (* 1979), deutscher Basketballspieler
- Dühring, Uwe (* 1955), deutscher Ruderer und Olympiasieger
- Dührkoop, Rudolf (1848–1918), deutscher Porträtfotograf
- Dührkop Dührkop, Bárbara (* 1945), spanische Politikerin (PSOE), MdEP
- Dührkop, Gerd (* 1942), deutscher Leichtathlet
- Dührkop, Günter (1925–2002), deutscher Maler und Grafiker
- Dührssen, Alfred (1862–1933), deutscher Gynäkologe
- Dührssen, Annemarie (1916–1998), deutsche Psychiaterin, Psychotherapeutin und Fachpublizistin
- Dührssen, Heinrich Christian (1799–1838), deutscher Arzt
- Dührssen, Walther Eugenius (1837–1914), deutscher Amtsgerichtsrat und Heimatforscher

### Duhs
- Dühsler, Samuel (* 1978), Schweizer Jazz- und Improvisationsmusiker (Schlagzeug, Perkussion)